# Serra d'en Llobera
|  | Per a altres significats, vegeu «Llobera (desambiguació)». |

La serra d'en Llobera és una serra situada al municipi de Vilademuls a la comarca del Pla de l'Estany, amb una elevació màxima de 180,3 metres.